# بل ایکس‌وی-۳
بل ایکس‌وی-۳ (به انگلیسی: Bell XV-3) یک تیلت‌روتور ساختِ کارخانهٔ بل هلیکوپتر در کشور ایالات متحده آمریکا و کانادا است. این تیلت‌روتور برای نخستین بار در ۱۱ اوت ۱۹۵۵ میلادی مورد استفاده قرار گرفت.